# Marumba iodeides
Marumba iodeides är en fjärilsart som beskrevs av Clayton Dissinger Mell 1922. Marumba iodeides ingår i släktet Marumba och familjen svärmare. Inga underarter finns listade i Catalogue of Life.